# Hörgá
Die Hörgá ist ein Fluss in Nordisland.
Sie ist etwa 50 km lang. Der Fluss führt gewöhnlich ziemlich viel Wasser und verfügt über eine kräftige Strömung. Die Hörgá entspringt auf der gebirgigen Halbinsel Tröllaskagi im Norden von Island, genauer gesagt auf der Hochebene Hjaltadalsheiði, durchfließt das Hörgárdalur und mündet nördlich von Akureyri in den Eyjafjörður. Ihr größter rechter Nebenfluss ist die Öxnadalsá. Die Hörgá ist ein beliebter Angelfluss. Insbesondere eignet sich der Fluss zum Lachsangeln.
Das Hörgárdalur ist nach dem Fluss benannt. Es ist ebenso lang wie dieser und erstreckt sich vom Weststrand des Fjordes Eyjafjörður nach Südwesten. Hohe und steile Berghänge begrenzen das malerische Tal. Das untere Tal weitet sich, nachdem das Öxnadalur in es eingemündet ist. Der Hringvegur verläuft nach Überwindung der Passhöhe der Öxnadalsheiði kurz vor Akureyri ebenfalls in diesem Tal.
Berühmt ist das Tal jedoch aus kulturellen Gründen, denn hier befand sich vom Mittelalter und bis in die Neuzeit ein bekanntes Kloster, Möðruvellir í Hörgárdal.